# Hephaestion ocreatum
Hephaestion ocreatum là một loài bọ cánh cứng trong họ Cerambycidae.